# Lappi Hloubětín
Lappi Hloubětín je vznikající polyfunkční čtvrť v katastrálním území Hloubětín na Praze 9. Nachází se v trojúhelníku mezi rezidenční čtvrtí Suomi Hloubětín (její 1. etapou Espoo), na kterou bezprostředně navazuje, tramvajovou tratí u vozovny Hloubětín a ulicí Kolbenova na ploše 1,2 hektaru (rezidenční část).

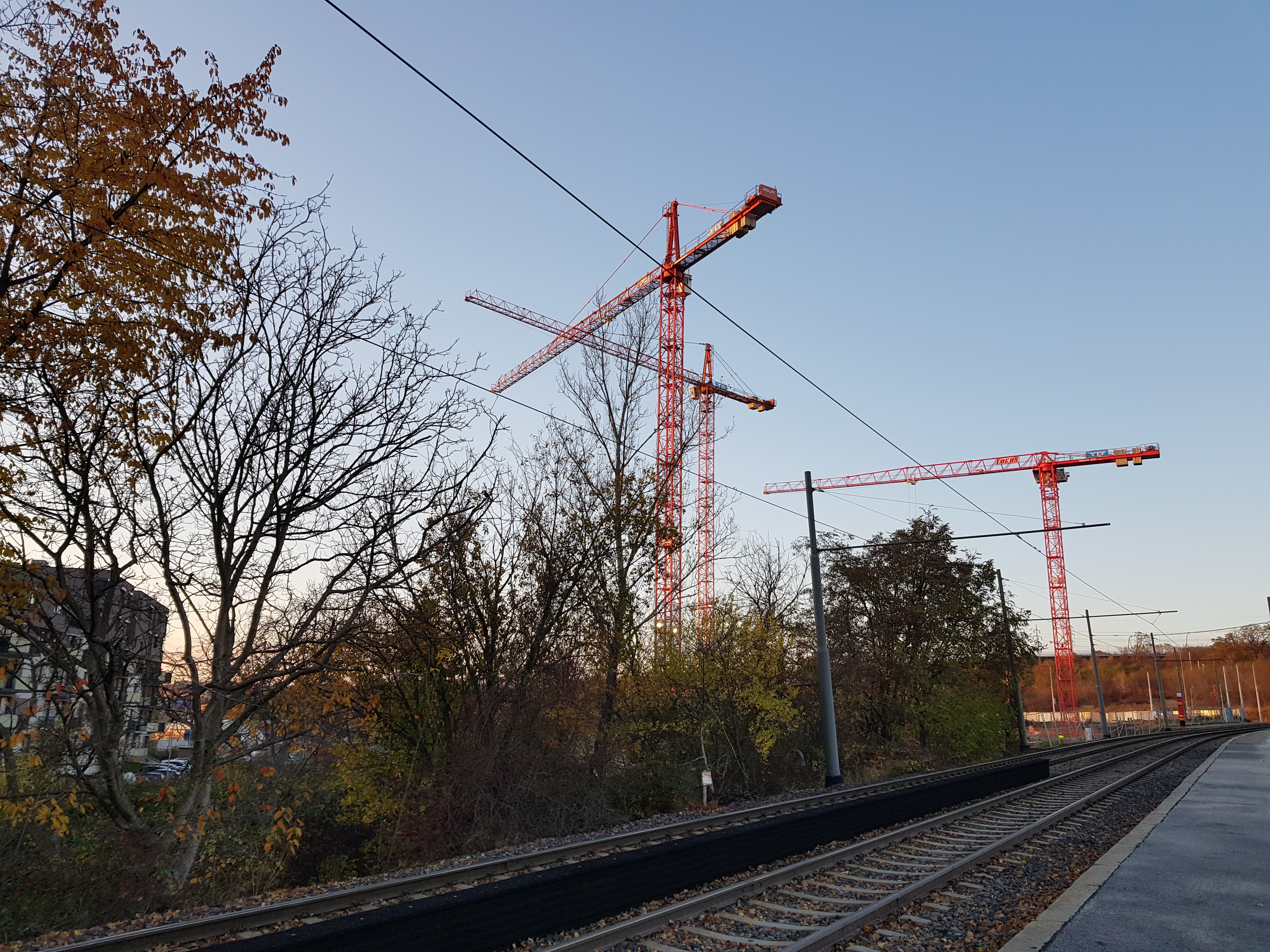
Území výstavby v listopadu 2021

Čtvrť buduje developerská společnost YIT Česká republika. V nové čtvrti bude téměř 290 nízkoenergetických bytů pro asi 900 lidí ve finském stylu a osm komerčních prostorů. Architektonické řešení pochází z dílny architektonického studia Loxia. Výstavba měla původně začít v polovině roku 2019, začala však až v roce 2021 a bude probíhat ve 4 etapách (3 především bytové + 1 komerční). Název Lappi znamená ve finštině Laponsko. Etapy jsou nazvány podle laponských obcí. V areálu bude obdobně jako v projektu Suomi využíván ucelený systém zadržování dešťových vod v krajině, který charakterizují  retenční nádrže, retenční koryta a žlaby s přepady nebo prolehy a mělkými příkopy s vsakovací funkcí.
Ve 20. letech 20. století v těchto místech na jih od Kolbenovy vznikla nouzová kolonie Čína nebo také V Číně, případně Indočína a následně ještě jižněji zahrádkářská osada Rajská zahrada. Některé domky zde stály ještě v 70. letech 20. století. Později bylo toto území využíváno podnikem ČKD Praha jako železniční dopravní cesta. Část oblouku původní vlečky kopíruje ulice Granitova.

## Přehled etap
| Číslo etapy | Název etapy | Čp.          | Domy | Počet bytů | Zahájení výstavby | Koulaudace stavby |
| ----------- | ----------- | ------------ | ---- | ---------- | ----------------- | ----------------- |
| 1.          | Kemi        | 1177/54, 56  |      | 98         | srpen 2021        | podzim 2023       |
| 2.          | Ranua       | 1178/2, 4, 6 |      | 111        | srpen 2021        | podzim 2023       |
| 3.          | Tornio      | 1185/3       |      | 79         | 2022              | 2024              |
| 4.          | Osto        |              |      |            |                   |                   |

### 1. etapa Kemi

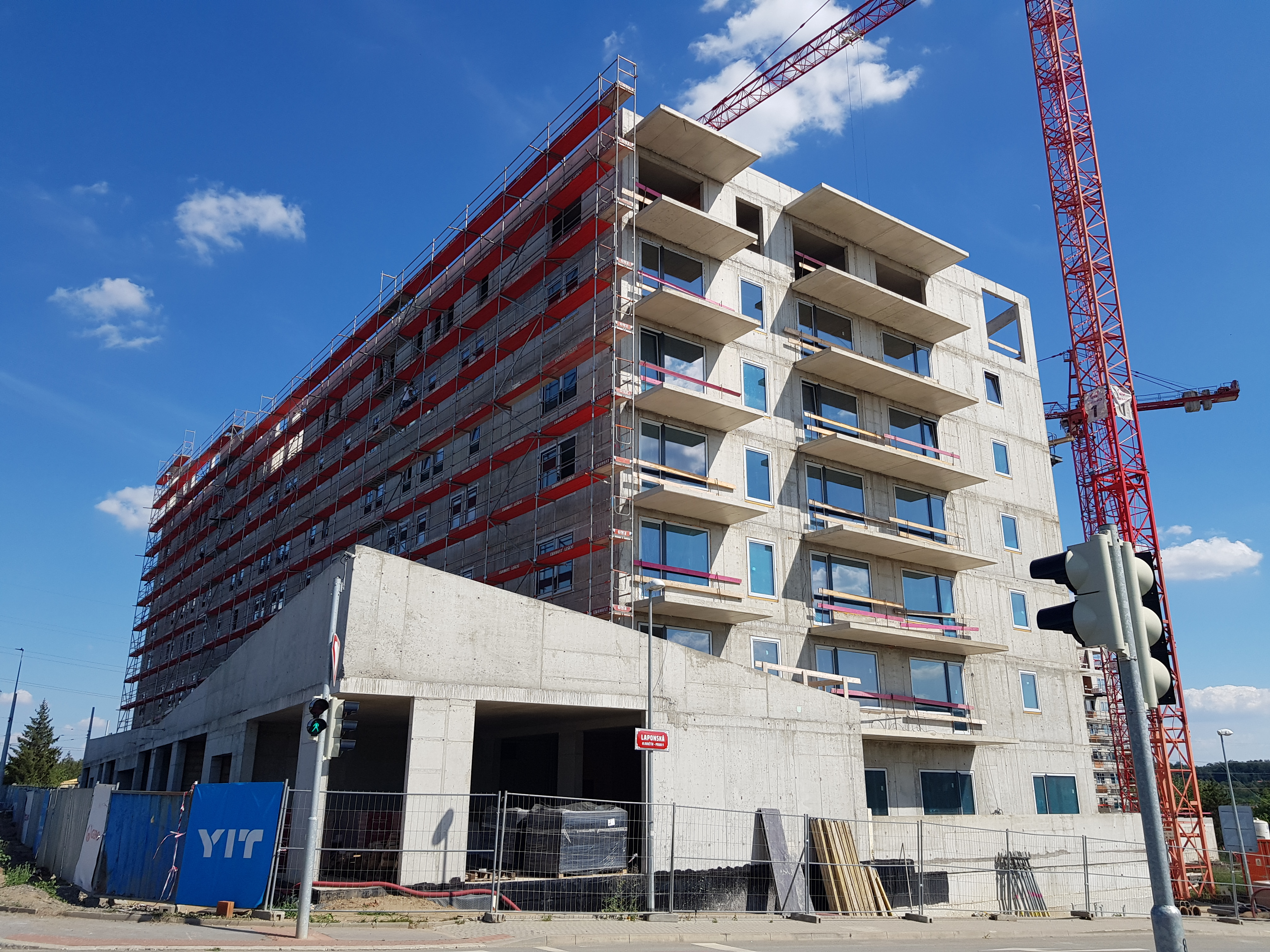
Stav výstavby budovy Kemi v srpnu 2022

Etapa je nazvána po laponské obci Kemi s jediným chromovým dolem v Evropě a s největším, každoročně rekonstruovaným hradem ze sněhu na světě. Jeden bytový dům stojí při ulici Kolbenova, na východ od Laponské. Dům má sedm nadzemních a jedno podzemní podlaží. Je v něm 98 bytů o dispozici 1+kk až 4+kk a velikostech od 30 do 100 metrů čtverečních. Projekt zahrnuje šest komerčních prostor směrem do ulice Kolbenova, 74 garážových stání a 12 venkovních, 98 sklepních kójí, kočárkárny, místnost pro mytí kol a psů. Dům má průkaz energetické náročnosti budovy B.
Výstavba začala v srpnu 2021 a dokončena byla ve třetím čtvrtletí roku 2023.

### 2. etapa Ranua

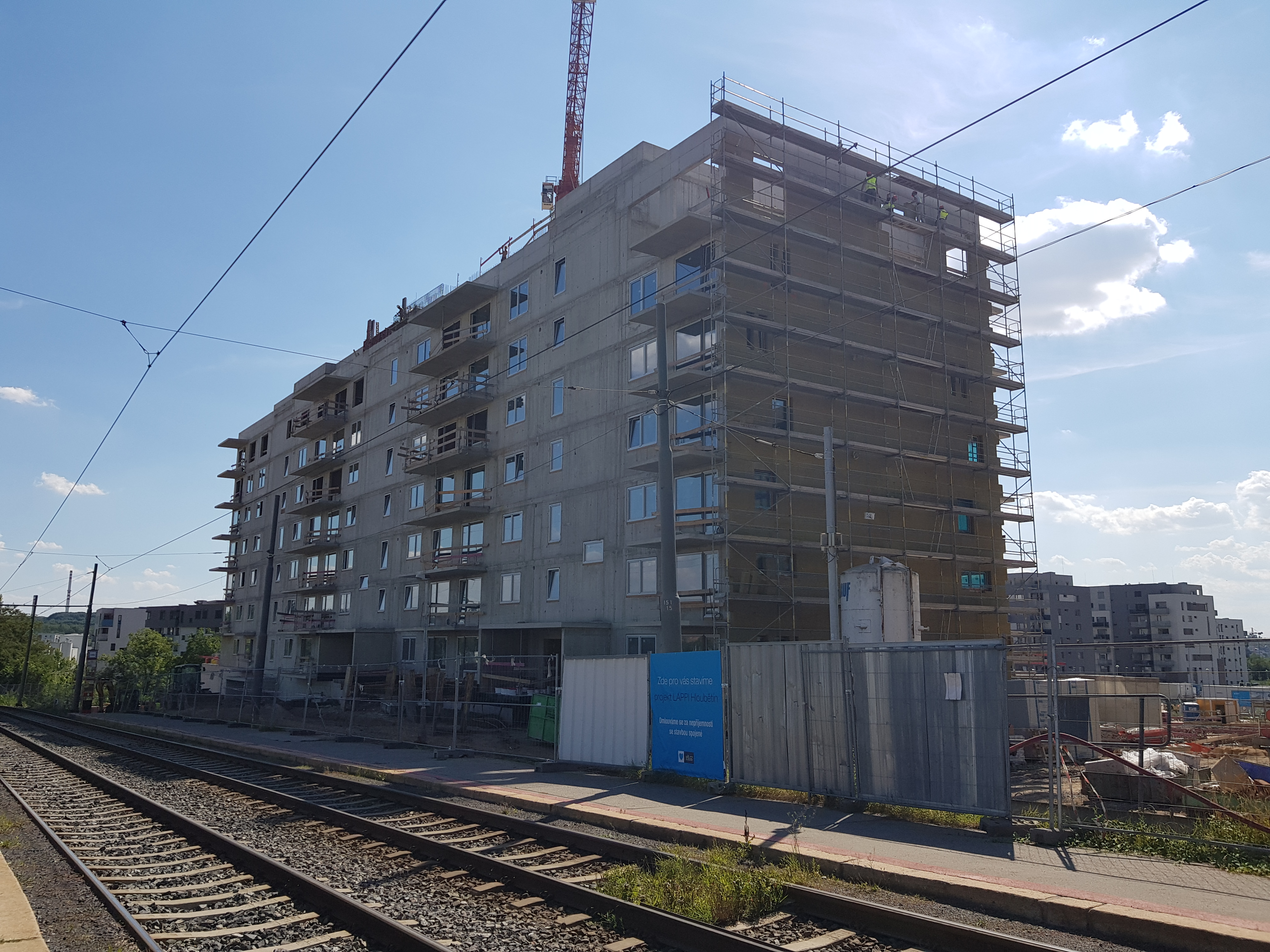
Stav výstavby budovy Ranua v srpnu 2022

Etapa je pojmenována podle laponské obce Ranua s nejsevernější zoologickou zahradou na světě specializující se na arktické druhy zvířat. Projekt tvoří jeden bytový dům, který plní čistě úlohu bydlení. Dům má 8 nadzemních podlaží z toho poslední 2 ustupující. V něm je 111 bytů o dispozici 1+kk až 5+kk a velikostech od 26 do 137 metrů čtverečních. Každý byt má svůj zasklený balkon, předzahrádku nebo terasu. Součástí projektu je 95 garážových stání a 8 venkovních, 111 sklepních kójí, kočárkárny, místnost pro mytí kol a psů. Dům má průkaz energetické náročnosti budovy B.
Výstavba začala v srpnu 2021 a dokončena byla ve třetím čtvrtletí roku 2023.

### 3. etapa Tornio

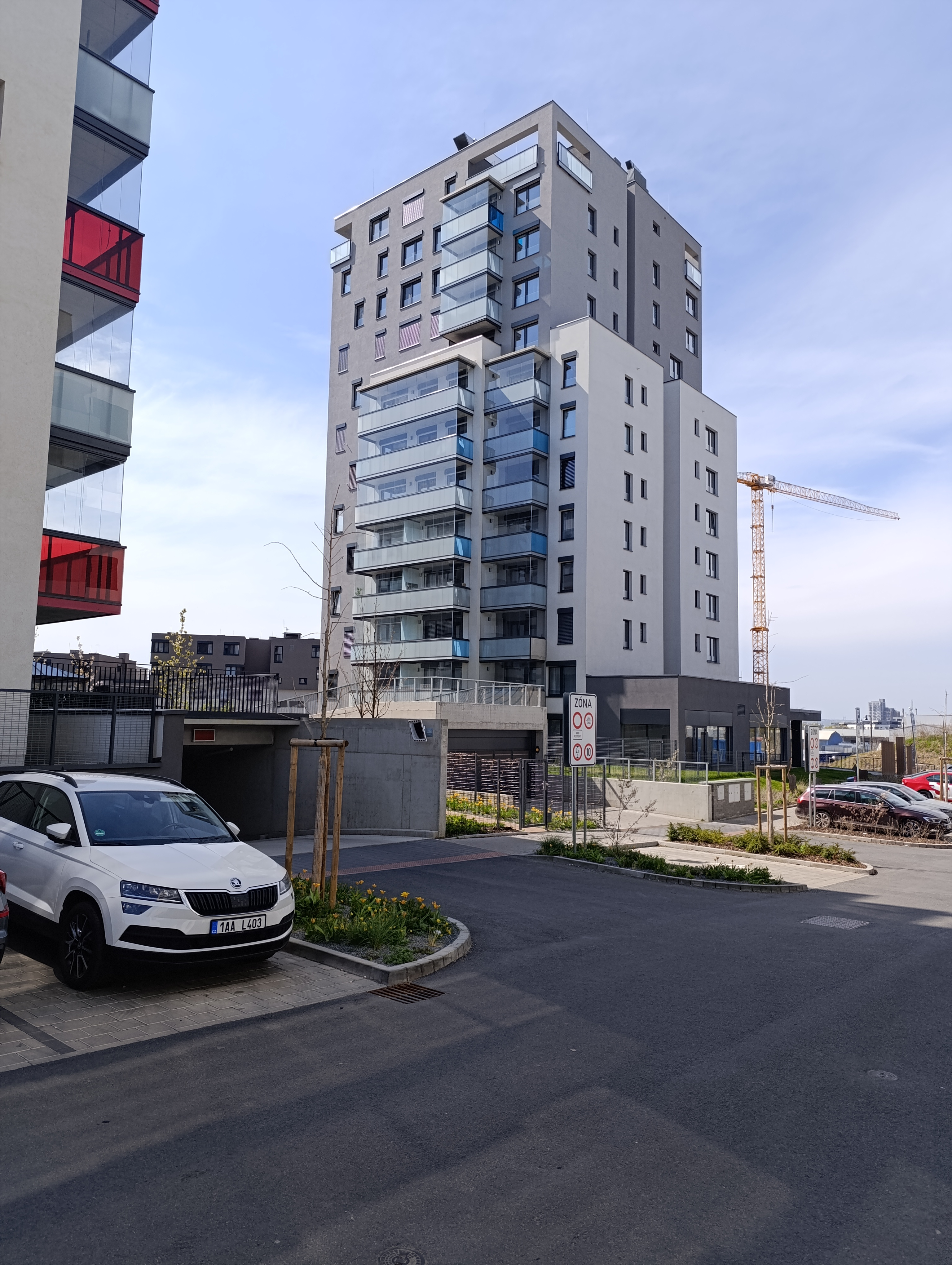
Budova Tornio (duben 2025)

Etapa je pojmenována po obci Tornio, která leží u švédské hranice. Jedná se o jeden solitérní věžový bytový dům se 13 nadzemními a 2 podzemními podlažími. Dům se nachází na ulici Laponská, na severu je obrácen do ulice Sobí. Je v něm 79 bytů s dispozicí 1+kk až 5+kk o velikosti 31 až 123 metrů čtverečních a dvěma komerčními prostory. Ke každému bytu patří sklep a zasklený balkon, terasa či předzahrádka. Garážových stání je 62 a nachází se v podzemních podlažích. V domě je také kočárkárna – kolárna a venku prostor pro mytí kol a psů. Dům má průkaz energetické náročnosti budovy B.
Výstavba začala v roce 2022 a byla zkolaudována roce 2024.

### 4. etapa Osto
Jedna budova, která bude stát při ulici Kolbenova, na západ od Laponské. Nabídne čistě komerční prostory o celkové rozloze 2700 metrů čtverečních pro obchody a služby. Svou adresu by zde měl mít supermarket, banka, obchody a menší provozovny.